# Цакоев, Игорь Давкуевич
Игорь Давкуевич Цакоев (род. 8 декабря 1956, Курганская область) — советский футболист, вратарь, футбольный тренер, заслуженный работник физической культуры и спорта РСО-Алания (2013).

## Биография
Игорь Давкуевич Цакоев родился 8 декабря 1956 года в Курганской области, где отец работал директором [какой?] машинно-тракторной станции после окончания Ростовского института железнодорожного транспорта
Жил в городе Алагире Северо-Осетинской АССР, где стал заниматься футболом.

### Клубная карьера
Воспитанник осетинского футбола, первые тренеры Ковалёв Владимир Иванович и Аситов Гамлет Сергеевич. С 1973 по 1978 играл в Первой лиге за «Спартак» из Орджоникидзе, дебютный матч сыграл в 1973 году в возрасте 17 лет против ашхабадского «Строителя». С 1976 года, после того как «Спартак» покинул Александр Яновский, Цакоев стал основным вратарём клуба.
В 1979—1980 играл во второй лиге за пятигорский «Машук» и в первой лиге за куйбышевские «Крылья Советов». В 1981 году играл за дубль московского «Торпедо». С 1982 по 1988 играл во второй лиге за «Спартак» (Орджоникидзе) и «Машук».
После окончания карьеры игрока несколько лет работал в совхозе «Первомайский». В 1993—1994 тренировал команду «Автодор — ОЛАФ», затем работал в тренерском штабе «Алании».

### В сборной
Выступал за юношескую и молодёжную сборные СССР. В составе юношеской команды в 1974 году стал серебряным призёром турнира «Дружба» на Кубе и признан лучшим вратарём турнира, в 1975 году стал победителем международного турнира в Ташкенте. В том же 1975 году участвовал в финальном турнире юношеского чемпионата Европы в Швейцарии, на котором сборная СССР не смогла выйти из группы.
В 1976 году тренер Валентин Николаев вызвал Цакоева в молодёжную сборную СССР перед четвертьфинальными матчами чемпионата Европы среди молодёжных команд. В итоге сборная СССР стала чемпионом Европы, но Цакоев ни разу не вышел на поле в матчах чемпионата, будучи дублёром Виктора Радаева.

## Достижения
- Золото молодёжного чемпионата Европы — 1976